# Торкват Новеллий Аттик
Торкват Новеллий Аттик (лат. Torquatus Novellius Atticus) — римский политический деятель начала I века.
Торкват Новеллий Аттик был сыном Публия и, возможно, является родственником Публия Новеллия Аттика. Он происходил из Медиолана. Из сообщения Плиния Старшего мы знаем, что он был одним из доверенных лиц императора Тиберия из-за своего чрезмерного потребления алкоголя. Около 12 года Аттик был квиндецмевиром по судебным делам.
Около 14 года он находился на посту военного трибуна I Германского легиона, после чего возглавлял вексилляцию из четырёх легионов. Затем Аттик занимал должности квестора, эдила, претора, куратора общественных зданий. Приблизительно в 30—34 годах он был легатом, посланным в Нарбонскую Галлию для переписи населения и сбора налогов. Там он и скончался.